# Oksymoron
Oksymoron (z gr. ὀξύμωρος, czyt. oksýmōros, od oksýs „ostry” i mōros „tępy”), antylogia, epitet sprzeczny – figura retoryczna, którą tworzy się przez zestawienie wyrazów o przeciwstawnych znaczeniach.

## Charakterystyka
Oksymoron najczęściej składa się z rzeczownika i określającego go przymiotnika (contradictio in adiecto, np. gorący lód, żywy trup, sucha woda), albo z czasownika i określającego go przysłówka (np. śpieszyć się powoli). Jest odmianą paradoksu o znaczeniu metaforycznym. Oksymorony pojawiały się często w literaturze baroku, np. w wierszu Andrzeja Morsztyna Vaneggiar d'una innamorata:
I mrozem pałam, i ogniami leję [...] Mróz gorejący, a ogień lodowy [...] Żyjąc umieram, konam nieśmiertelnie.
Niektóre oksymorony wchodzą do powszechnego użycia, tracąc swoje paradoksalne, sprzeczne znaczenie. Takimi wyrażeniami są, np. „wirtualna rzeczywistość”, „ciepłe lody”, „pozytywna dyskryminacja” czy „zimne ognie”. Nadto niektóre powszechnie używane wyrazy nabierają znaczenia paradoksalnego, trudnego do wyobrażenia, np. „eksport wewnętrzny”.

## Przykłady
- gorący lód
- żywy trup
- sucha woda
- śpiesz się powoli
- ciepłe lody
- zimne ognie